# 정말 좋아!! 유즈의 육아일기
《정말 좋아!! 유즈의 육아 일기》는 아이모토 미즈키의 만화 작품이다.. 2005년 〈BE·LOVE〉(고단샤)에 연재 되기 시작해, 2009년 11월 현재 단행본은 10권까지 발매중.
2008년 1월 17일부터 3월 20일까지 TBS에서 카리나 주연으로 드라마화되었다.

## 개요
지적장애를 가지고 있는 후쿠하라 유즈는 같은 장애인 센터에 다니는 사와다 소스케의 아이를 임신했다. 그러나 소스케는 교통 사고로 사망. 주변 사람들이 "육아는 무리!"라는 말로 설득하지만, 유즈는 아이를 낳기로 결심을 한다.

## 등장 인물

### 유즈네 가족
- 후쿠하라 유즈

8월 10일생. 지적장애인. 딸 히마와리를 키우기 위해 어머니로써 고군분투하는 나날을 보낸다. 현재는 베이커리 '밀가루 왕국'에서 일을 하고 있다.
- 후쿠하라 히마와리

유즈와 소스케의 딸. 1월생이지만, 아버지 소스케가 좋아했던 꽃의 이름을 따 '히마와리'(해바라기)라고 이름 붙여졌다. 초등학교 4학년 때 유즈가 다른 아이들의 엄마와는 다른 것을 알게돼 반항하지만, 결국에는 언제라도 자신을 중요하게 생각하는 유즈를 존경하게 된다.
- 후쿠하라 렌

유즈의 동생. 유즈를 돌보느라 바쁜 부모님 덕분에 자신의 일은 스스로 하며 커왔다. 대학 졸업 후 의료기기 회사에 근무. (드라마에서는 피아니스트). 대학 때부터 만났던 나츠메와 결혼했다. 유즈를 돌보는 것이 자신이 해야만 하는 일이라 여겼기 때문에 결혼 생각은 전혀 없었지만, 나츠메의 끈질긴 구애에 프러포즈 했다. 10권에서 아들 아오이가 태어났다.
- 유즈의 어머니

지적 장애가 있는 딸을 위해 다소 과잉 간섭하는 면이 있지만 딸을 제일 생각하는 사람.
- 유즈의 아버지

유즈가 어렸을 때 찍은 비디오를 상자에 가득 담아 놓거나, 유즈가 임신한 것을 알게되자 마자 장난감을 잔뜩 사오는 등 딸바보. 친척들이 유즈의 장애 원인을 찾으려하자 "유즈는 소중한 내 딸이다! 뭐 문제 있어?"라며 흥분하기도 한다.

### 그 외
- 사와다 소스케

유즈의 연인이자 히마와리의 아버지. 애칭 '소짱'.
고아였기 때문에 유즈가 임신한 걸 알게 됐을 때 "나에게도 드디어 가족이 생기는 구나"라며 매우 기뻐했다. 새로운 가족을 위해 자립을 생각하던 찰나, 유즈의 생일(8월 10일)에 교통사고로 사망. 유즈가 딸에게 지어준 '히마와리'는 그가 매우 좋아하던 꽃으로, 교통사고를 당했을 때도 유즈의 생일 선물로 손에 쥐고 있었다.
- 안자이 마키

유즈가 다니는 장애인 센터 탄포포의 지원 스텝. 렌과 함께 있으면 연인으로 오해살 만한 외모지만 사실은 독신. 유즈와 동갑.
원래는 보육사를 지망했지만 지적장애인 입소 시설에서의 실습을 계기로 복지의 길로 전향했다.
지적장애인에 손가락질을 하거나 수근거리는 사람들을 보면 열받는다.
- 가치카와 씨

유즈를 담당하는 베테랑 보육사. 유즈의 임신 이야기를 들었을 때는 "유즈에게 육아는 무리야!"라며 반대했었다. 그러나 그 후에, 지적장애가 있는 어머니의 딸도 다닐 수 있는 유치원을 알아보기 위해 발 벗고 나서는 등, 유즈의 육아를 지원한다.
- 시모야나기 씨

히마와리가 다니던 데이지 유치원의 원장. 지적장애를 이해하고, 함께 배워 가려는 자세로 유즈를 대하고 있다.
- 사사오카 선생

히마와리가 다니던 데이지 유치원의 교사.
- 노무라 하루토

히마와리의 유치원 친구. 현재는 히마와리와 같은 츠츠지노 시립 츠츠지노 초등학교에 다니고 있다. 가라데를 배운다.
- 노무라 씨

하루토의 모친이자, 유즈의 친구. 오사카 출신.
유즈가 지적장애인이라는 것을 처음 알았을 때는 이리저리 피해다녔다. 도쿄 사람이 자신같은 지방 사람에게 가지는 편견과, 자신이 지적장애인에게 가지는 편견이 교차해 힘들어 했었지만 지금은 누구보다 유즈를 생각하는 사람 중 한명이다.
- 후쿠하라 나츠메

렌의 부인. 옛 성은 후지카와.
자신은 결혼을 전제로 렌과 교제하는 거라 생각했지만 애매한 태도를 보이는 렌에게 따지고 들었을 때, 지적장애를 가진 누나를 돌보기 위해 결혼 생각이 없다는 말을 듣게 된다. 그러나 지적장애를 이해하기 위해 유즈가 다니는 장애인 센터 탄포포에 자원 봉사를 가기로 하러 다녔고, 맹 어택으로 렌에게 프러포즈를 받았다.
부모의 반대가 있었지만, 유즈네 집에서 온 가족의 바비큐 파티를 통해 양친의 허락을 받고 결혼에 성공, 아들 아오이를 낳는다.
백화점을 다니며 일을 하고 있었지만 렌과 결혼 후 퇴직. 그 후에도 장애인 센터 탄포포에서 자원봉사를 계속하고 있다.
- 히라타 씨

유즈의 직장 '밀가루 왕국'에 함께 다니는 동료. 딸 유리도 지적장애를 가지고 있다.
- 후지모토 씨

유즈의 직장 '밀가루 왕국'에 함께 다니는 동료.
- 미도리이 나오코

히마와리가 다니는 츠츠지노 시립 츠츠지노 초등학교 1학년 2반, 2학년 2반 담임.
- 마에카와 군

히마와리의 반 친구. 히마와리에게 쓸데 없이 간섭하거나 괴롭힌다.
- 하야시 사쿠라

히마와리의 친구. 언제나 예쁜 옷을 입고 있어 히마와리가 부러워 한다.
- 다나카 요시히로

유즈의 동창생으로, 초등학교 때 유즈를 집단 따돌림 시킨 적이 있다. 현재는 뇌경색으로 하반신이 자유롭지 못하다.
- 쿠보타 씨

유즈의 집안 일을 도와주는 아주머니.
- 이와타 사치코

장애인 센터 탄포포에 다니고 있었지만 현재는 직장에 다니며 동료 남성과 교제하고 있다. 장애 때문에 모친에게 교제를 반대 당하고 있지만, 결국에는 결혼에 성공한다.
- 후쿠하라 아오이

렌과 나츠메의 아들. 유즈의 조카이자 히마와리의 사촌 동생.

## 단행본
- 제1권 ISBN 4-06-319166-4
- 제2권 ISBN 4-06-319181-8
- 제3권 ISBN 4-06-319199-0
- 제4권 ISBN 4-06-319207-5
- 제5권 ISBN 4-06-319217-2
- 제6권 ISBN 4-06-319228-8
- 제7권 ISBN 4-06-319238-5
- 제8권 ISBN 978-4-06-319251-3
- 제9권 ISBN 978-4-06-319261-2